# Кортні Бекер-Дей
Кортні Бекер-Дей (англ. Courtenay Becker-Dey, 1965) — американська яхтсменка.
Бронзова призерка Олімпійських Ігор 1996 року в класі Європа.